# Хлебчин
Хлебчин (пол. Chlebczyn) — село в Польщі, у гміні Сарнаки Лосицького повіту Мазовецького воєводства. Населення — 194 особи (2011).

## Історія
За даними етнографічної експедиції 1869—1870 років під керівництвом Павла Чубинського, у селі переважно проживали римо-католики, меншою мірою — греко-католики, які здебільшого розмовляли українською мовою.
У 1975—1998 роках село належало до Білопідляського воєводства.

## Демографія
Демографічна структура станом на 31 березня 2011 року:
|          | Загалом | Допрацездатний вік | Працездатний вік | Постпрацездатний вік |
| -------- | ------- | ------------------ | ---------------- | -------------------- |
| Чоловіки | 96      | 17                 | 67               | 12                   |
| Жінки    | 98      | 17                 | 50               | 31                   |
| Разом    | 194     | 34                 | 117              | 43                   |